# Novoselivka, Novomoskovsk
Novoselivka (în ucraineană Новоселівка) este un sat în comuna Pișceanka din raionul Novomoskovsk, regiunea Dnipropetrovsk, Ucraina.

## Demografie
Componența lingvistică a localității Novoselivka
     Ucraineană (90,91%)
     Rusă (8,68%)
     Alte limbi (0,42%)
Conform recensământului din 2001, majoritatea populației localității Novoselivka era vorbitoare de ucraineană (90,91%), existând în minoritate și vorbitori de rusă (8,68%).